# В кінці греблі шумлять верби
«В кінці греблі шумлять верби» — родинно-побутова народна пісня. Деякі дослідники приписують авторство Марусі Чурай.

## Сюжет та засоби виразності
За основу пісні взятий щирий монолог палко закоханої дівчини, яка чекає свого козаченька з-за Десни. Служба у козака важка, небезпечна — не повернувся козак, як обіцяв, а дівчина сумує, плаче, переживає, їй всяке «діло не мило». Дівчина працьовита, моторна — і верби посадила, щоб греблю закріпити, й вирощує огірочки, а доля неприхильно поставилася — не прислала того, хто серцю милий.
Емоційність пісні посилюють засоби художньої виразності: пестливі слова, риторичні запитання, народні фразеологізми та розгорнутий художній паралелізм. Велику роль у формуванні розуміння почуттів та внутрішнього світу дівчини відіграють народнопоетичні символи: верба — символ зажуреної дівчини, весни, прадерева життя; весна — символ початку нового життя, час пробудження, оновлення, звершення надій та сподівань; зелені огірочки, жовтенькі квіточки символізують незрілість, молодість.

## Текст
В кінці греблі шумлять верби,

Що я насадила…

Нема того козаченька,

Що я полюбила.
Ой немає козаченька — 

Поїхав за Десну;

Рости, рости, дівчинонько,

На другую весну!
Росла, росла дівчинонька

Та на порі стала;

Ждала, ждала козаченька

Та й плакати стала.
Ой не плачте, карі очі, — 

Така ваша доля:

Полюбила козаченька,

При місяці стоя!
Не я його полюбила — 

Полюбила мати.

Заставила мене мати

Рушнички в'язати.
Один сплела, другий сплела,

На третьому стала.

Ждала, ждала козаченька

Та й плакати стала.
Зелененькі огірочки,

Жовтенькі цвіточки…

Нема мого миленького,

Плачуть карі очки!
Болять, болять мої очки,

Серденько понило.

Не бачу я миленького — 

І діло не мило!

## Виконавці
- Оксана Петрусенко (1935)
- Вероніка Борисенко (1946)
- Євдокія Колесник (1987)
- Нінель Ткаченко
- Раїса Кириченко
- Тріо Мареничів (1999)
- Khayat (2019)